# Aleksiej Agrba
Aleksiej Siergiejewicz Agrba (ros. Алексей Сергеевич Агрба, ur. 1897 we wsi Lidzawa w okręgu suchumskim, zm. 21 kwietnia 1938) – abchaski i radziecki działacz państwowy, funkcjonariusz OGPU.

## Życiorys
W latach 1914–1916 był słuchaczem kursów pedagogicznych w Suchumi, 1917 przewodniczącym lidzawskiego komitetu bezpieczeństwa publicznego, później działaczem komunistycznego podziemia w Abchazji, od 1920 należał do RKP(b). W 1920 został aresztowany, 1921 zwolniony, 1921–1922 był komisarzem wojskowym (wojenkomem) Abchaskiej SRR, a 1922–1924 przewodniczącym Czeki przy Radzie Komisarzy Ludowych Abchaskiej SRR. W marcu 1923 został ludowym komisarzem spraw wewnętrznych Abchaskiej SRR, 1927–1929 pracował w GPU przy Gruzińskiej SRR i Zakaukaskiej FSRR, od 1929 do listopada 1931 był zastępcą przewodniczącego GPU przy Radzie Komisarzy Ludowych Azerbejdżańskiej SRR, a od listopada 1931 do marca 1933 pełnomocnym przedstawicielem OGPU ZFSRR i przewodniczącym GPU przy Radzie Komisarzy Ludowych ZFSRR. Od 19 kwietnia 1933 do 31 marca 1934 był przewodniczącym GPU przy Radzie Komisarzy Ludowych Azerbejdżańskiej SRR, od marca 1934 do stycznia 1936 II sekretarzem KC Komunistycznej Partii (bolszewików) Azerbejdżanu, od stycznia 1936 do 1937 I sekretarzem Abchaskiego Komitetu Obwodowego Komunistycznej Partii (bolszewików) Gruzji i członkiem Biura KC KP(b)G, a od 17 lutego do września 1937 przewodniczącym Centralnego Komitetu Wykonawczego (CIK) Abchaskiej ASRR. 22 marca 1936 został odznaczony Orderem Lenina.
18 września 1937 został aresztowany, następnie rozstrzelany.